# Trichovelleda
Trichovelleda is een kevergeslacht uit de familie van de boktorren (Cerambycidae). De wetenschappelijke naam van het geslacht werd voor het eerst geldig gepubliceerd in 1970 door Breuning.

## Soorten
Trichovelleda is monotypisch en omvat slechts de volgende soort:
- Trichovelleda rufula Breuning, 1970